# Provincia de Bohemia Alemana
La Provincia de Bohemia Alemana (alemán: Provinz Deutschböhmenⓘ; checo: Německé Čechy) fue una provincia en Bohemia, ahora parte de República Checa, establecida por un corto período de tiempo después de la Primera Guerra Mundial, como parte de la República de Austria Alemana
Incluía partes de Bohemia del norte y del oeste, en aquel entonces pobladas principalmente por personas de etnia alemana. Los centros de población más importantes fueron: Reichenberg (ahora Liberec), Aussig (Ústí nad Labem), Teplitz-Schönau (Teplice), Dux (Duchcov), Eger (Cheb), Marienbad (Mariánské Lázně), Karlsbad (Karlovy Variar), Gablonz un der Neiße (Jablonec nad Nisou), Leitmeritz (Litoměřice), Brüx (Most (ciudad)) y Saaz (Žatec). Las tierras que componían la provincia formarían más tarde parte integrante del territorio luego conocido como "Sudetes"

## Historia
Arqueólogos han encontrado evidencia de migraciones celtas y boicas a través de la Bohemia en el siglo III a. C. El asentamiento germánico comenzó en el siglo I d. C. Los eslavos de la región del Mar Negro-Cárpatos se asentaron allí en el siglo VII y los alemanes llegaron como comerciantes en el siglo X. En la Alta Edad Media, comenzaron a asentarse en las regiones fronterizas menos pobladas. Las tierras que constituyen la Bohemia alemana fueron históricamente parte integrante del Ducado y del Reino de Bohemia. Más tarde, con el inminente colapso del Imperio austrohúngaro al finalizar la Primera Guerra Mundial, las zonas de Bohemia con mayoría étnica alemana comenzaron a tomar medidas para evitar la adhesión a un nuevo Estado checoslovaco. El 27 de octubre de 1918, la región de Egerland declaró su independencia de Bohemia y un día después se proclamó la independencia de la República Checo-Eslovaca en la capital de Bohemia, Praga.[1]
El 11 de noviembre de 1918, el emperador Carlos I de Austria cedió el poder y, el 12 de noviembre, las zonas del imperio de etnia alemana fueron declaradas República de Austria Alemana, con la intención de unificarse con el Reich alemán. La Provincia de Bohemia Alemana se formó a partir de la parte de Bohemia que contenía principalmente la etnia alemana. Las áreas de etnia alemana del suroeste de Bohemia en el Bosque de Bohemia se añadieron a la Alta Austria en lugar de la Bohemia alemana. La capital de la provincia estaba en Reichenberg (Liberec).
En 1919, el territorio de la provincia estaba habitado por 2,23 millones de personas de etnia alemana y 116.275 de etnia checa.
Se formó una provincia hermana, la Provincia de los Sudetes, junto con la Bohemia alemana, formada por las partes de habla alemana de Moravia y Silesia. Esta provincia tenía límites radicalmente diferentes de las concepciones posteriores del término "Sudetes" (Sudetenland).
A finales de noviembre de 1918, el ejército checoslovaco inició una invasión de la Provincia de Bohemia Alemana y durante el mes de diciembre ocupó toda la región, cayendo Reichenberg el 16 de diciembre y la última ciudad importante, Leitmeritz (Litoměřice), el 27 de diciembre de 1918. La Provincia de los Sudetes corrió la misma suerte.
El estatus de las áreas alemanas de Bohemia, Moravia y Silesia austriaca fue resuelto definitivamente por los tratados de paz de 1919 de Versalles y Saint-Germain-en-Laye, que declararon que las áreas pertenecen únicamente a Checoslovaquia. El gobierno checoslovaco concedió entonces una amnistía para todas las actividades contra el nuevo Estado.
La región que había conformado la Bohemia alemana fue reintegrada en la Provincia de Bohemia (Země česká) de la República Checoslovaca. Este fue el caso hasta los Acuerdos de Munich, cuando Checoslovaquia se vio obligada a renunciar a las zonas habitadas por los alemanes de su dominio, a instancias de la Alemania nazi. Los nazis incorporaron la antigua Bohemia alemana al Reichsgau de los Sudetes, una nueva unidad administrativa que contenía todas las partes de habla alemana de la antigua Corona de Bohemia. Alrededor de 165.000 checos que vivían en estas zonas huyeron rápidamente (o fueron obligados a huir) por miedo a las represalias de los Sudetesches Freikorps, una milicia patrocinada por los nazis. Sin embargo, medio año después, Alemania invadió las partes restantes de Checoslovaquia (Rest-Tschechei en alemán), y creó nuevos estados títeres del antiguo país independiente.
Después de la guerra, todo este territorio se reincorporó a una nueva República Checo-Eslovaca. La gran mayoría de la población alemana (más del 94%) fue expulsada del territorio checoslovaco: muchos murieron o fueron asesinados durante su huida de los atacantes checos y soviéticos.